# Antarctica Service Medal
Die Antarctica Service Medal wurde vom 86. Kongress der Vereinigten Staaten am 7. Juli 1960 eingeführt.  Der Orden ist als eine militärische Auszeichnung gedacht und ersetzt Auszeichnungen die für frühere Antarktisexpeditionen von 1928 bis 1941 vergeben worden waren. Mit der Schaffung der Antarctica Service Medal wurden die folgenden Gedenkmedaillen für veraltet erklärt.
- Byrd Antarctic Expedition Medal
- Second Byrd Antarctic Expedition Medal
- United States Antarctic Expedition Medal

Die Auszeichnung kann auch an Zivilisten vergeben werden.
Die Auszeichnung wird an Personen verliehen die für einen Zeitraum von 15 bis 30 Tagen ihren Dienst auf einer Forschungsstation oder auf einem Schiff in der Antarktis gedient haben, welche sich südlich des 60. Breitengrad befindet. Flugbesatzungen, die Transportflüge in die Antarktis durchführen, qualifizieren sich durch fünfzehn Missionen, ein Flug von oder zu der Antarktis innerhalb von 24 Stunden zählt hierbei als eine Mission. Zivilisten, die in einer Forschungseinrichtung oder auf einem Forschungsschiff arbeiten, kann die Antarctica Service Medal durch die National Science Foundation Behörde verliehen werden. Hierbei gelten die gleichen Voraussetzungen wie bei dem militärischen Personal.
Eine Sonderstufe des Ordens wird an Personen verliehen die auf einer Forschungsstation überwintert haben. Die Auszeichnung wird in diesen Fällen mit einer Spange verliehen. Die Spange trägt die Aufschrift Wintered Over. Die Spange wird in drei Ausführungen verliehen, in Bronze, Gold und Silber. Die Variante in Bronze steht für eine Überwinterung, Gold für zwei und Silber für drei und mehr Überwinterungen.